# Runenstokje van Westeremden

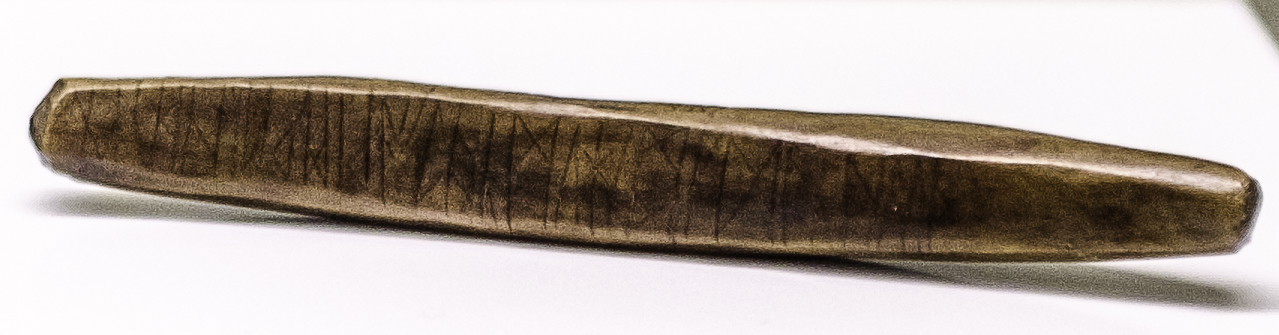
Het runenstokje van Westeremden in het Groninger Museum

Het runenstokje van Westeremden (ook wel toverstokje genoemd) is een houtje met een tekst geschreven in runen.
Het stokje werd gevonden in 1917 tijdens een afgraving van een wierde bij het Groningse plaatsje Westeremden. In de literatuur staat het voorwerp bekend als Westeremden B. Het runenstokje bevat de langste van de slechts twintig gevonden runeninscripties in Nederland. Nadat het stokje enige tijd in het bezit is geweest van aardrijkskundeleraar Van Deursen, kwam het stokje in bezit van het Groninger museum. Op het houtje staat een inscriptie van dunne lijntjes in runenschrift, een Friese variant hiervan. Runen werden aangewend voor toverformules, voorspellingen, rituele offers of vervloekingen. Het stokje is gemaakt van taxushout, het is ook geen toeval dat van de weinige Nederlandse runeninscripties er vier in taxushout ontdekt zijn, een houtsoort die bij de Germanen een magische waarde had. In 1928 werd een tweede object met runen bij Westeremden gevonden. 
De vertaling van het runenschrift luidt als volgt:
“Op het heem blijve goed geluk,
mag het groeien bij de taxus.
Wimoed bezit dit”.